# 趙林翹
趙林翹，浙江錢塘縣人。清初政治人物。
明崇禎元年（1627年）戊辰科進士。清顺治四年（1647年），清軍佔領福建大部，清廷任命原巡监御史佟国鼐为福建巡抚，授内院中书朱鼎新为左布政使，赵林翘为右布政使，总兵杨御蕃为按察使。